# ريتشارد تاكر (رجل أعمال)
ريتشارد تاكر (بالإنجليزية: Richard Tucker)‏ هو شخصية أعمال نيوزيلندي، ولد في 1856، وتوفي في 1922.